# Años 490 a. C.
Los años 490 antes de Cristo transcurrieron entre los años 499 a. C. y 490 a. C. 

## Acontecimientos
- 499-494 a. C.: Los jonios se sublevan contra la dominación persa. Fracasan.
- Se inician las guerras médicas.
- 496 a. c. Muerte de Pitágoras de Samos, filósofo y matemático griego
- 498 a. c. Creación de las 21 primeras tribus romanas de acuerdo con lo trasmitido por Tito Livio (Liv. II, 2, 7).